# Ilija Glavaš
Ilija Glavaš (Lužani kod Uskoplja, 8. prosinca 1939. - područje sela Leskuri, planina Svilaja, 24. srpnja 1972.), bio je hrvatski politički emigrant i revolucionar.
Bio je članom Hrvatskog revolucionarnog bratstva koji je bio u Bugojanskoj skupini.
Poginuo je u borbi s jugoslavenskim vlastima na području sela Leskura na planini Svilaji.